# Жалтыр (Акмолинская область)
Жалты́р (каз. Жалтыр) — село в Астраханском районе Акмолинской области Казахстана. Административный центр Жалтырского сельского округа. Код КАТО — 113640100.

## География
Село расположено в центральной части района, на расстоянии примерно 11 километров (по прямой) к северу от административного центра района — села Астраханка.
Абсолютная высота — 302 метров над уровнем моря.
Климат холодно-умеренный, с хорошей влажностью. Среднегодовая температура воздуха положительная и составляет около +4,1°С. Среднемесячная температура воздуха в июле достигает +20,4°С. Среднемесячная температура января составляет около −14,4°С. Среднегодовое количество осадков составляет около 405 мм. Основная часть осадков выпадает в период с июня по июль.
Ближайшие населённые пункты: село Акбеит — на востоке, село Астраханка — на юге.
Через село проходит Южно-Сибирская железнодорожная магистраль, имеется станция. Близ проходит автомобильная дорога республиканского значения — М-36 «Граница РФ (на Екатеринбург) — Алматы, через Костанай, Астана, Караганда».

## История
Село было основано как железнодорожная станция «Джалтыр» в 1939 году в связи со строительством в Астраханском районе железной дороги Акмолинск — Карталы. В 12 км к востоку расположено Акбеитское месторождение золотых руд.
В 1989 году посёлок являлся административным центром и единственным населённым пунктом Жалтырского поссовета.
В период 1991—1998 годов посёлок был преобразован в село.
Постановлением акимата Акмолинской области от 10 декабря 2009 года № а-13-532 и решением Акмолинского областного маслихата от 10 декабря 2009 года № 4С-19-5 «Об упразднении и преобразовании некоторых населенных пунктов и сельских округов Акмолинской области по Аккольскому, Аршалынскому, Астраханскому, Атбасарскому, Енбекшильдерскому, Зерендинскому, Есильскому, Целиноградскому, Шортандинскому районам» (зарегистрированное Департаментом юстиции Акмолинской области 20 января 2010 года № 3344):
- станция Астраханка — была переведена в категорию иных поселений и исключена из учётных данных;
- поселение упразднённого населённого пункта — вошло в состав села Жалтыр.

## Население
В 1970 году население села составляло — 8355 человек, в 1979 — 6550, в 1989 — 6177.
В 1999 году население села составляло 5203 человека (2452 мужчины и 2751 женщина). По данным переписи 2009 года, в селе проживали 4804 человека (2293 мужчины и 2511 женщин).
| Численность населения | Численность населения | Численность населения | Численность населения | Численность населения |
| 1970                  | 1979                  | 1989                  | 1999                  | 2009                  |
| --------------------- | --------------------- | --------------------- | --------------------- | --------------------- |
| 8355                  | ↘6550                 | ↘6177                 | ↘5203                 | ↘4804                 |